# Prąd znamionowy załączalny
Prąd znamionowy załączalny (ang. making capacity) - największa chwilowa wartość prądu załączanego, którą łącznik w określonych warunkach i szeregu łączeniowym może załączyć bez trwałego sczepienia się styków oraz bez innych skutków powodujących nieprzydatność łącznika do dalszej pracy.